# Yoshimura

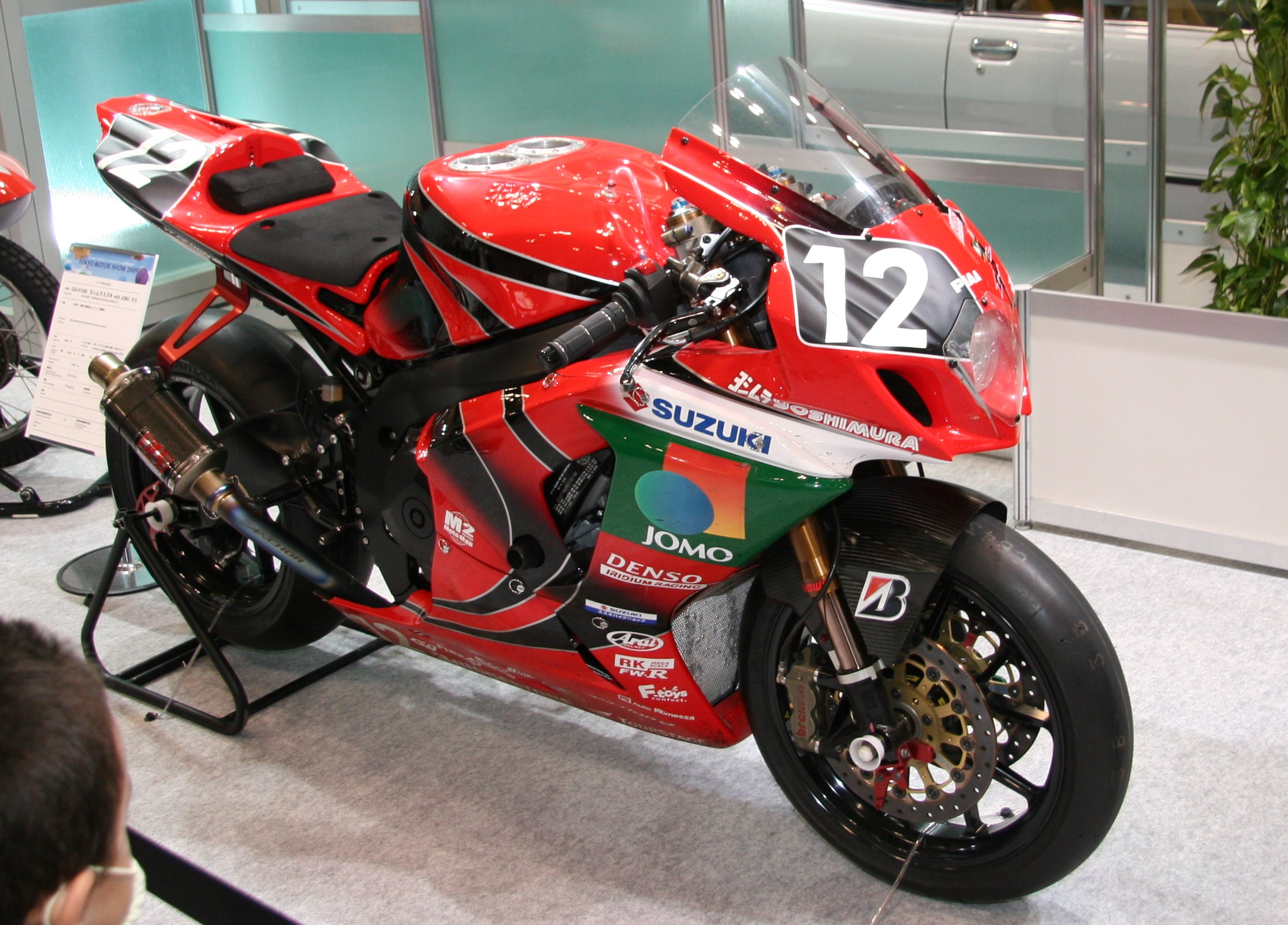
Yoshimura-Suzuki tijdens de 24 uur van Le Mans in 2009

Yoshimura is een merk van motorfietsen.
Yoshimura R&D of America.
Amerikaans bedrijf dat in 1954 werd opgericht in Japan door Hideo “Pops” Yoshimura. In de jaren zeventig verhuisde het bedrijf naar Amerika. Yoshimura bouwde racemotoren voor verschillende coureurs en was soms als constructeur bij fabrieks-wegraceteams verbonden. Tegenwoordig is het bedrijf bekend van frames, uitlaten en veel andere snelle onderdelen voor sportmotoren, en van tijd tot tijd brengt men ook eigen modellen uit, die wel gebaseerd zijn op Japanse sportmotoren.